# Tennessee Williams
Thomas Lanier Williams III. (Columbus, 26. ožujka 1911. – New York, 25. veljače 1983.), poznatiji po pseudonimu Tennessee Williams, američki dramski pisac.
Pulitzerovu nagradu dobio je dva puta, 1948. za Tramvaj zvan čežnja te 1955. za Mačka na vrućem limenom krovu. 

## Izvod iz bibliografije
- Dugi oproštaj
- Stube do krova
- Tramvaj zvan čežnja
- Ljeto i dim
- Camino Real
- Pozdrav iz Berthe
- Ljubavno pismo Lorda Byrona
- Mačka na vrućem limenom krovu
- Slatka ptica mladosti
- Odjeća za ljetni hotel
- Staklena menažerija

## Vanjske poveznice
- Tennessee Williams u internetskoj bazi filmova IMDb-u (engl.)